# María Enma Botet Dubois
María Enma Botet Dubois (Matanzas, Cuba, 10 d'agost de 1903 – Miami, Florida, EUA, 24 d'agost de 1989) fou una pianista, compositora i pedagoga musical cubana.

## Biografia
Fou filla d'Alfredo Botet Surís i de María Emma Dubois. A l'edat de dotze anys la família va marxar a l'Havana, on María Enma va estudiar música amb Hubert de Blanck i Joaquin Nin i Castellanos. Després d'acabar els seus estudis, va ser professora de música al Conservatori Hubert de Blanck i al Conservatori Amadeo Roldán de l'Havana.
Va morir a Miami.
Un dels seus germà fou un conegut polític i advocat, Alfredo Narciso Botet Dubois (1902-1961), que durant el conflicte de la Bahía de Cochinos es va suïcidar per tal d'evitar ser linxat pel grup que va anar a casa seva a buscar-ho.

## Obres
María Emma Botet va compondre obres corals i per a piano i peces per a veu i piano, incloent-hi sons, guarachas, havaneres, rumbes, criolles, guajiras, pregons i boleros. Entre les seves obres en destaquen:
- Suite Cubana per a piano
- Pequeño Son
- Dancitas de Ayer
- Era una guajirita
- Canción de guajiro
- De dos en dos (contradansa)
- Las goticas de lluvia bailan el bolero
- Bailamos (Havanera)
- Caserita se va el dulcero
- La cajita de música toca una criolla
- Diablito Carnavalesco[7]